# Cuchillería de Albacete
La cuchillería de Albacete es el sector histórico profesional, artesano e industrial más emblemático de la ciudad española de Albacete. Por ende la capital es mundialmente conocida como la «Ciudad de la Cuchillería».
Desde sus orígenes, en el siglo XV, cuando fue heredada de los árabes, fue creciendo con el paso de los siglos hasta emplear a miles de personas en un millonario sector que supone el 90 % de la producción española facturando cerca de 100 millones de euros de los que exporta al globo un volumen de más de 35 millones de euros.
Albacete fue Capital Mundial de la Cuchillería en 2022, título que la convirtió durante el año en el epicentro internacional del sector en el encuentro mundial con la participación de las ciudades cuchilleras.

## Historia

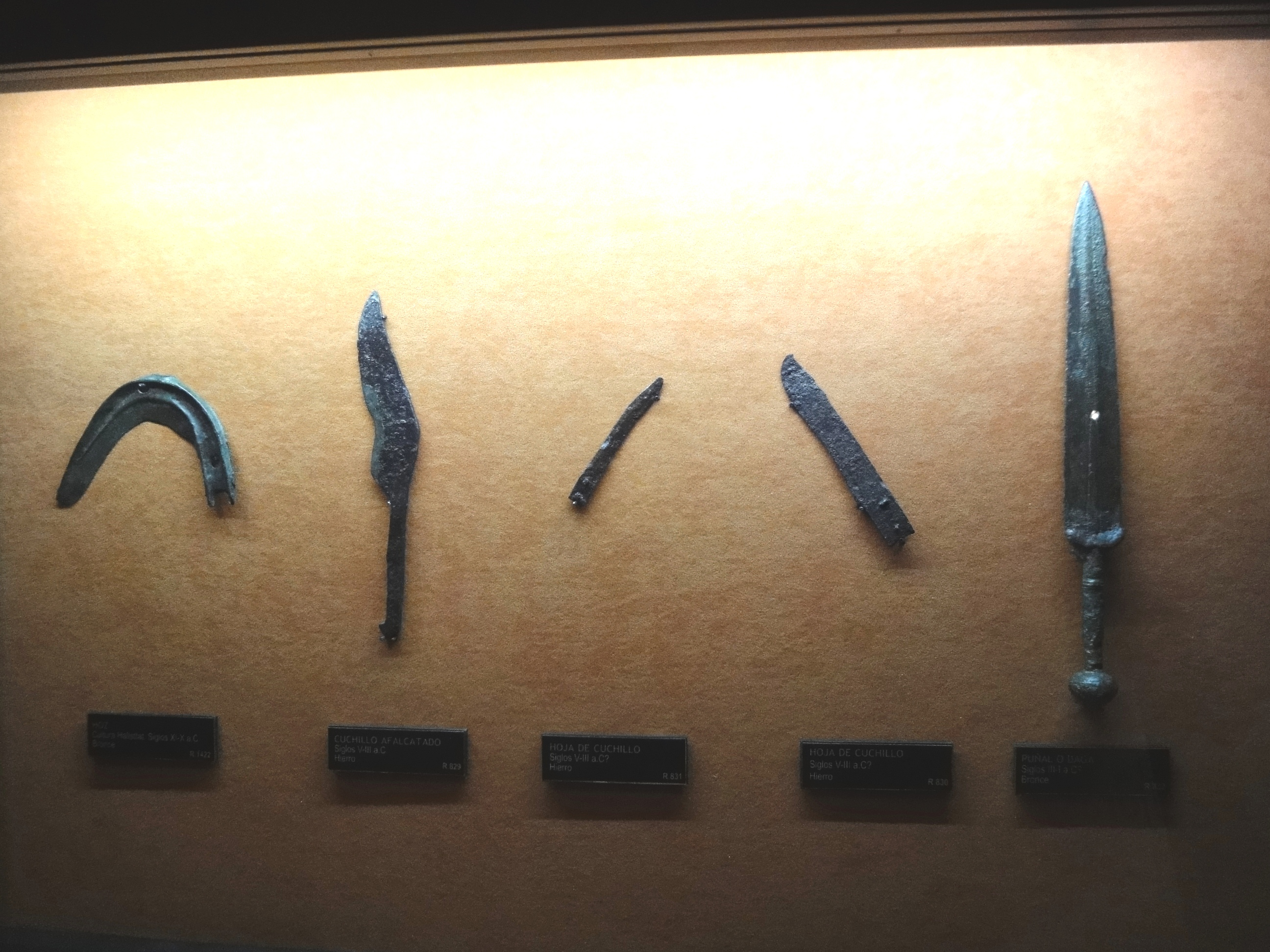
Cuchillos fabricados en diferentes siglos antes de Cristo (Museo de la Cuchillería de Albacete)

El origen de la cuchillería de Albacete se sitúa en el siglo XV, cuando fue heredada de los musulmanes. Del siglo XVI se conservan los ejemplares más antiguos, unas pinzas realizadas en 1573 por el maestro Torres y unas tijeras de la colección Rico y Sinobas. En el siglo XVII Albacete ya contaba con una destacada manufactura de cuchillos, puñales, espadas, navajas y tijeras. La mayoría de los talleres estaban situados en la calle Zapateros.

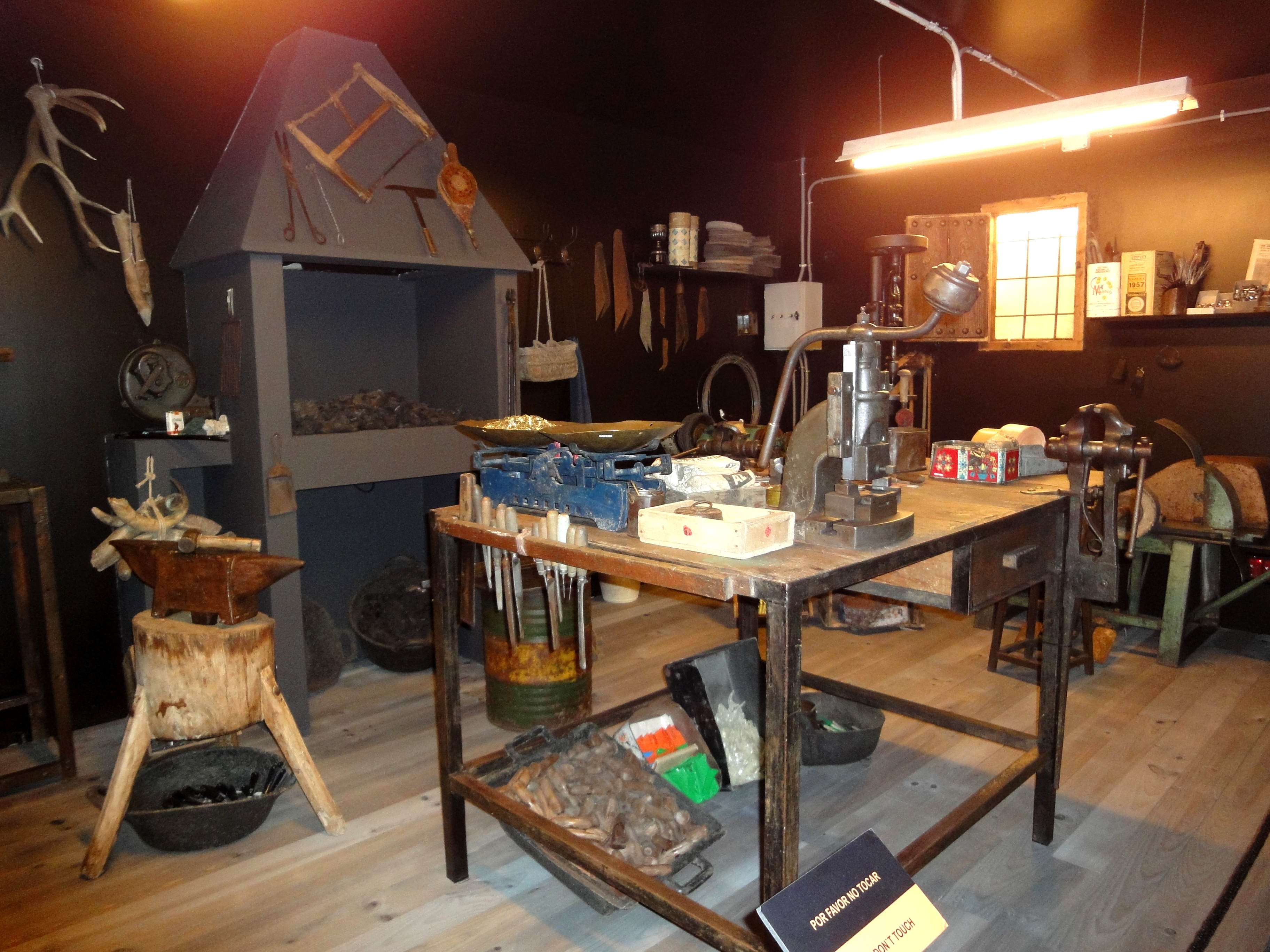
Recreación de un taller cuchillero de Albacete

El siglo XVIII fue la época de oro de la cuchillería albaceteña. Pese a la prohibitiva legislación de la época y a diferencia de lo que sucedió en otras ciudades, los talleres de Albacete conservaron su gran nivel productivo y artístico. La industria cuchillera se concentró en una zona más extensa de la ciudad. En el siglo XIX la cuchillería albaceteña tenía un gran prestigio y ya era conocida en toda España y parte de Europa. La producción era alta a pesar de la fuerte competencia y se implantó la seriación industrial.

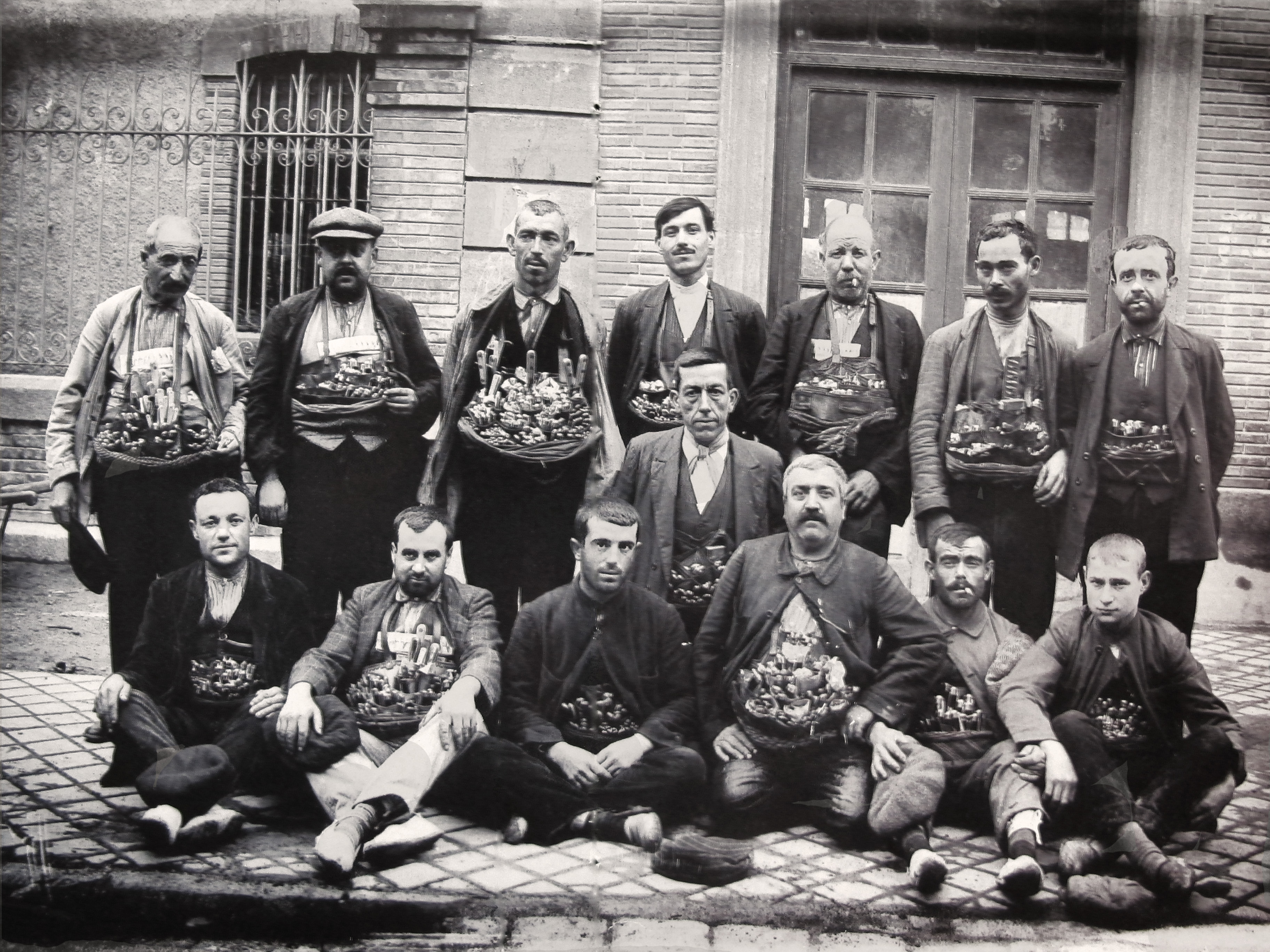
La llegada del ferrocarril en el siglo impulsó el comercio de la cuchillería de Albacete. En la imagen, los históricos vendedores ambulantes de navajas de la capital.

A comienzos del siglo XX algunas fábricas albaceteñas incorporaron el motor eléctrico. La industria se concentró en fábricas y numerosos talleres. En las fábricas la producción dejó de ser artesana para convertirse en industrial. La Primera Guerra Mundial supuso un auge para los cuchilleros albaceteños. En 1930 había más de 400 trabajadores que producían más de 744 000 piezas al año en catorce fábricas. Sin embargo, tras la Primera Guerra Mundial, se redujo un tercio la producción ante la bajada de la demanda. En los años 1950, ante el aislamiento de España y la prohibición de vender navajas de más de 110 mm, el sector entró en crisis. Surgieron los almacenistas, que facilitaban el material y compraban producción a los talleres para competir con las grandes fábricas, al no tener gastos de personal. En cambio, los talleres ejecutaban artesanalmente el trabajo a domicilio de una fase de la elaboración para abaratar costes, finalizándose el trabajo en otros talleres que ejercían su montado y acabado. El traslado de las piezas de unos talleres a otros convirtió los paseos de los cuchilleros en bicicleta con cestas o cajas repletas de piezas en una estampa de la ciudad.

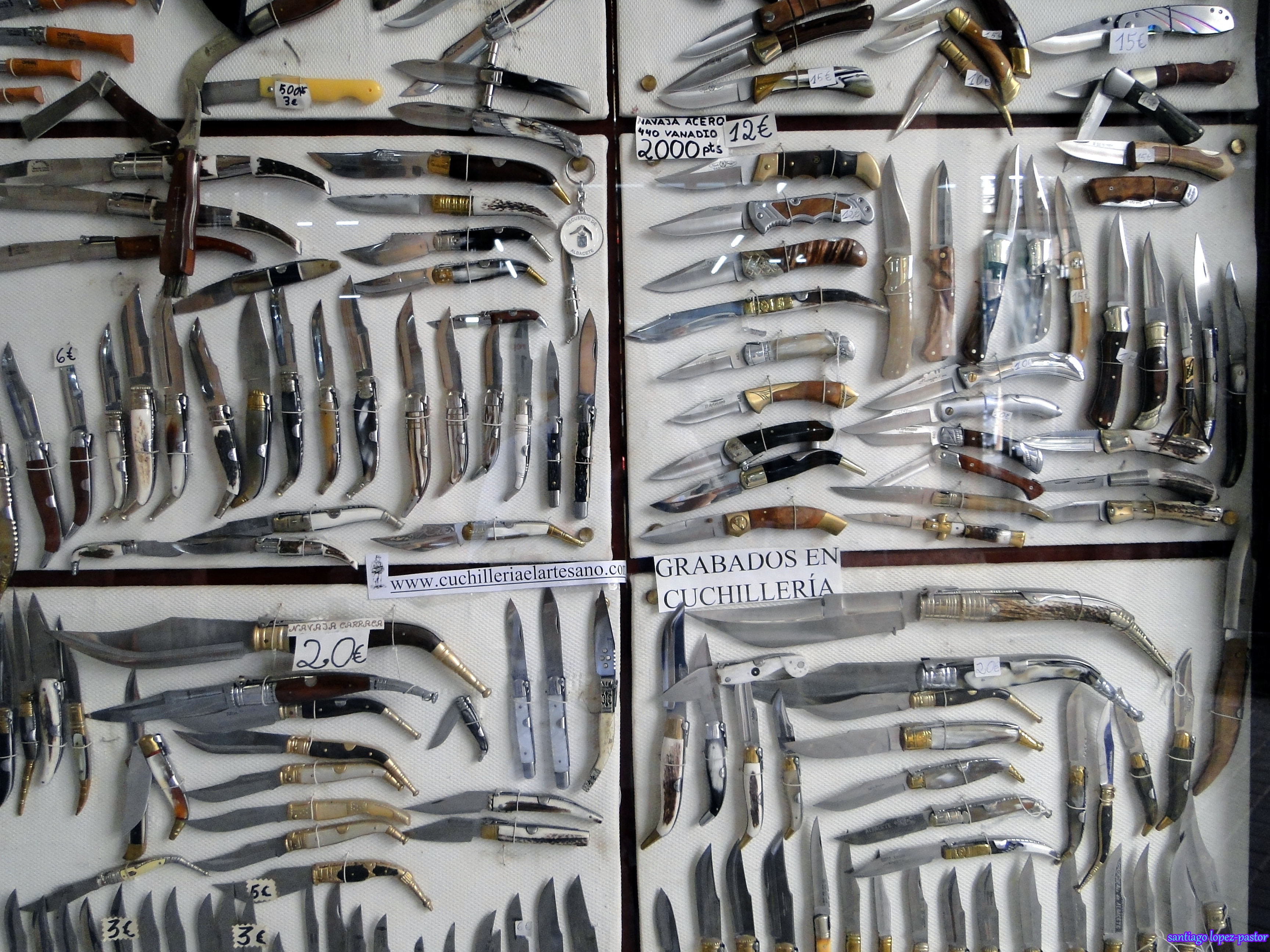
Navajas de Albacete de diferentes estilos

La Feria Nacional de Cuchillería de 1965 y las siguientes impulsaron la cuchillería de la ciudad y esta buscó nuevos mercados. En 1971 había 100 talleres que trabajaban bajo la colaboración y la batuta de las cinco fábricas más importantes. En 1975 el sector cuchillero empleaba a 500 personas. Las fábricas se expandieron con una producción de más de 5 500 000 piezas, de las que una pequeña parte se vendía al extranjero. 
En 1981 la nueva legislación frenó la producción. A partir de ahí, el sector se modernizó, lo que provocó que la producción se centrara en las grandes fábricas, que producían en serie navajas, cuchillos o cuberterías, y los talleres comenzaron a desaparecer, pese a que en ellos la producción era artesanal, lo que daba prestigio artístico a la cuchillería de Albacete. En 1981 la ley prohibió varios tipos de navajas. Sin embargo, el sector se repuso del golpe gracias a su empuje y creatividad.

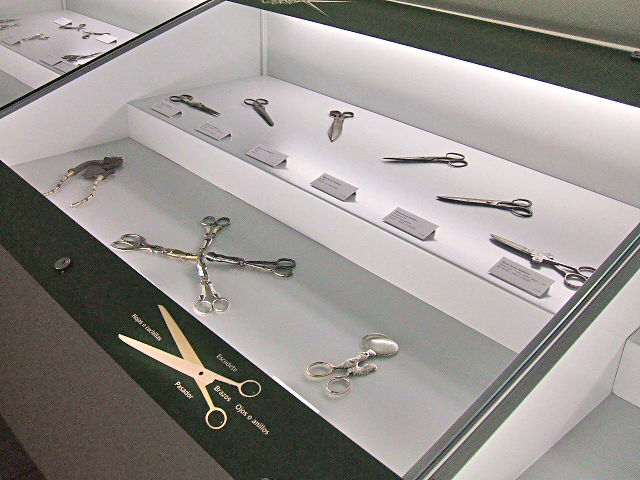
Tijeras en el Museo de la Cuchillería de Albacete. Las tijeras de Albacete más antiguas que se conservan fueron realizadas en 1693 por el cuchillero real de Carlos II, Pedro Vizem Pérez.

En 2006 había 70 empresas con más de 2000 trabajadores y una producción anual de más de 60 millones de euros, sin tener en cuenta la industria auxiliar. Una gran parte de la producción es exportada a todo el mundo. La pieza artesana es muy valorada y tiene un gran mercado en España. La mayor parte de las empresas cuchilleras se concentran en Campollano, el mayor parque empresarial de Castilla-La Mancha y uno de los más grandes de España.
En 2011 se celebró el I Congreso Internacional de Cuchillería. En 2017 la cuchillería de Albacete y, dentro de esta, la navaja de Albacete fueron declaradas Bien de Interés Cultural con la categoría de bien inmaterial, y en 2018, en Francia, Albacete fue la ciudad elegida para ser la Capital Mundial de la Cuchillería de 2022, año en el que la ciudad albergó el III Encuentro Mundial de Capitales de la Cuchillería y acogió la asamblea constituyente de la Asociación Mundial de Capitales de Cuchillería.

## Instituciones

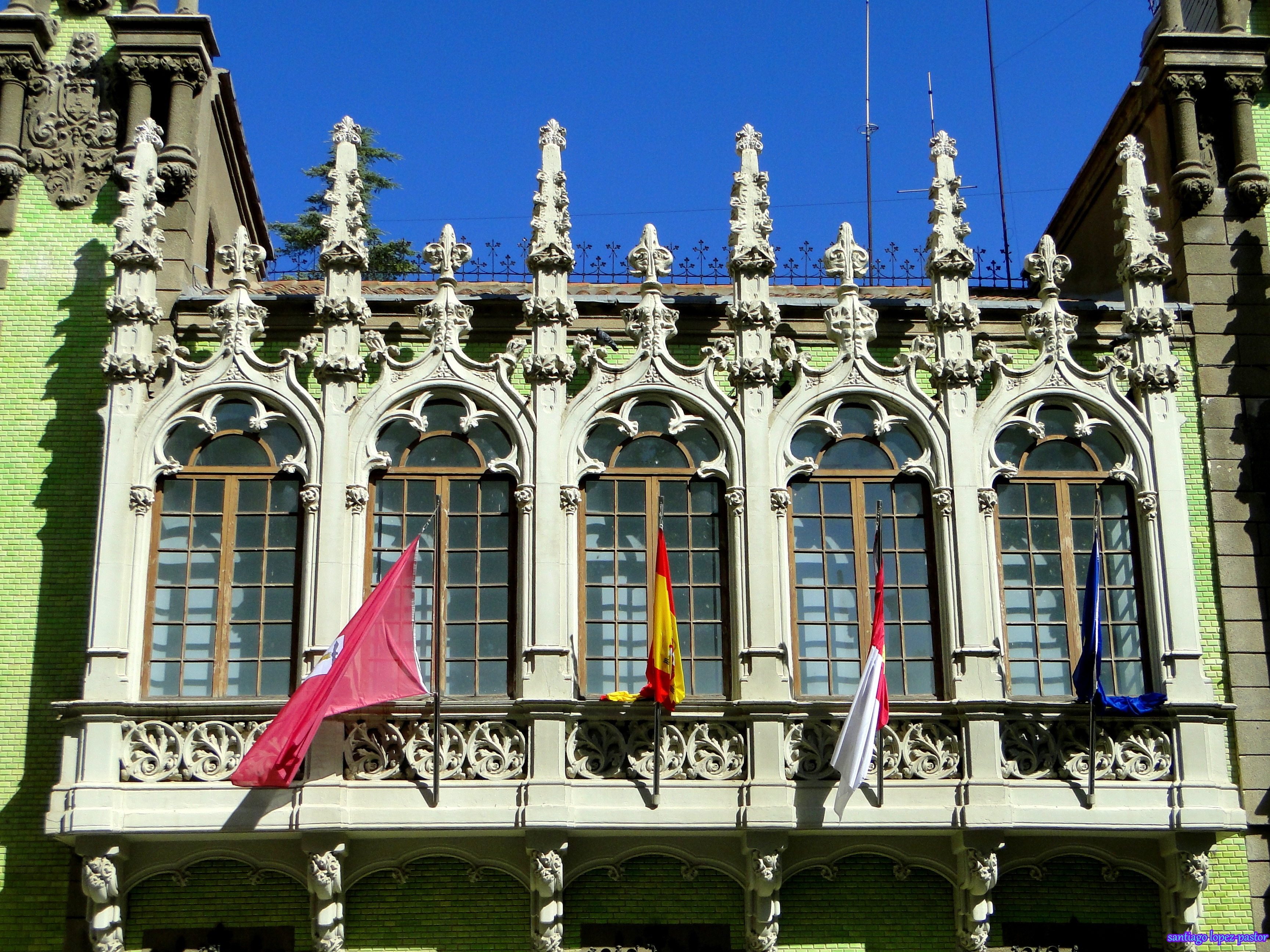
El palacio de Hortelano, obra maestra de Daniel Rubio, es sede del Museo de la Cuchillería de Albacete.

Albacete alberga las siguientes instituciones cuchilleras:
- APRECU: Asociación Provincial de Empresarios de la Cuchillería y Afines.
- FUDECU: Fundación para el Desarrollo de la Cuchillería.
- Museo de la Cuchillería de Albacete: institución museística dedicada a la cuchillería única en España y uno de los tres museos de la cuchillería en Europa donde puede contemplarse la historia de la cuchillería albaceteña. En este ámbito destaca también el Salón de Cuchillería de Albacete, exposición instalada en el histórico Recinto Ferial de Albacete durante la famosa Feria de Albacete, que constituye uno de sus lugares más visitados.
- Escuela de Cuchillería de Albacete: primera escuela de formación cuchillera de España.

## Monumentos

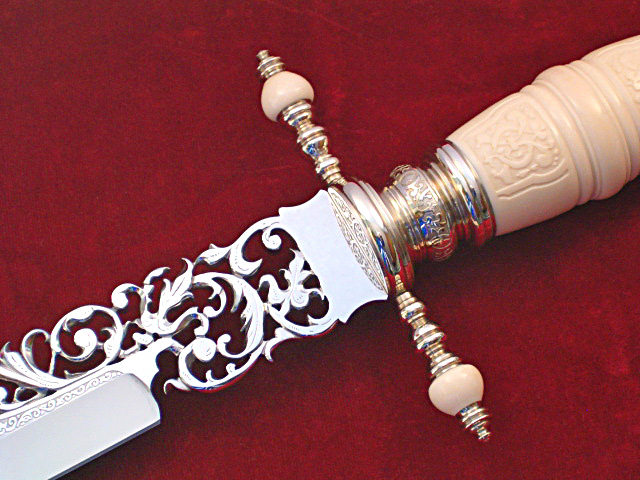
Cuchillo artístico de Albacete calado de marfil

### Cuchillero
El monumento al Cuchillero es un símbolo histórico de la ciudad situado en la plaza del Altozano.  Forjado en bronce, tiene dos metros de altura y pesa unos 400 kilogramos. Representa a un clásico cuchillero albaceteño ofreciendo la afamada navaja de la ciudad.

### Navaja de Albacete
La escultura de la navaja de Albacete es una reproducción a gran escala de una navaja clásica de Albacete que se encuentra emplazada en la plaza de la Concordia, frente al Recinto Ferial de Albacete, como homenaje a la cuchillería de la capital manchega.

### Otros monumentos
Anteriormente un cuchillo de Albacete gigante en la plaza de la Catedral y quince navajas gigantes decoradas artísticamente conmemorativas del tercer centenario de la confirmación de la Feria de Albacete fueron monumentos cuchilleros que poblaron los rincones de la ciudad temporalmente.

## Empresas

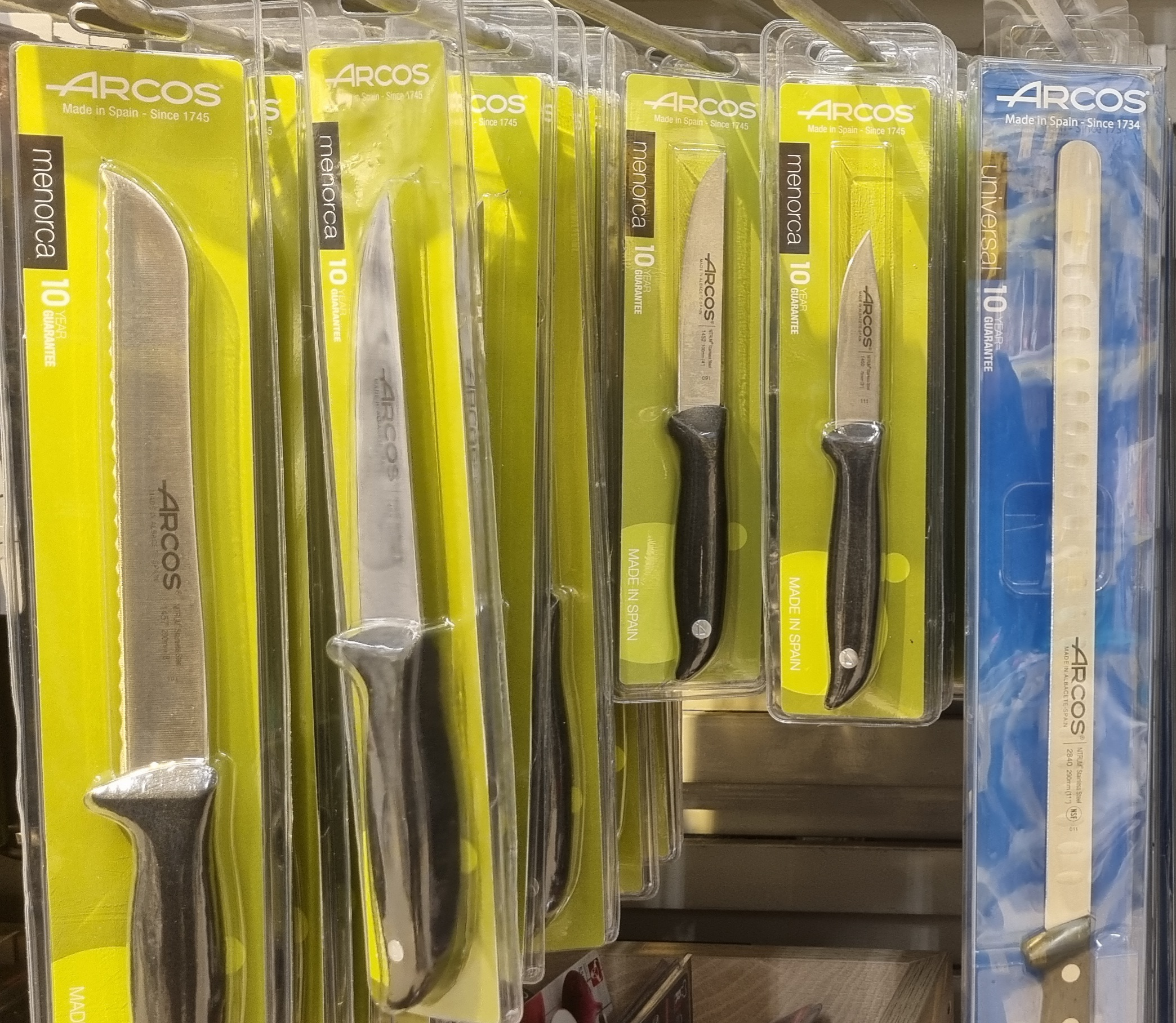
Cuchillos de Albacete Arcos en un establecimiento comercial

Al sector pertenecen cerca de cien empresas entre artesanos, fabricantes, industriales y comerciantes. Algunas grandes empresas cuchilleras de Albacete son las siguientes:
- Arcos es la primera empresa cuchillera de España y una de las más antiguas del mundo. Fundada en 1745, tiene su sede central en el Parque Empresarial Campollano. Cuenta con 500 trabajadores y fabrica más de 1000 modelos distintos de cuchillos y más de 70 000 piezas diarias en una superficie de más de 30 000 metros cuadrados distribuida en varias plantas de producción. Arcos patrocina entidades como Masterchef, la Asociación de Cocineros Euro-Toques, el Basque Culinary Center o el futbolista Andrés Iniesta.[16][17][18][19]

- Sáez Cuchillería y Menaje, fundada en 1916, fue la primera empresa de Castilla-La Mancha en obtener el sello Origen Español, y sus productos están presentes en grandes distribuidoras como Carrefour, además de fabricar los cuchillos que se venden bajo la marca de Alcampo.

- Joker fabrica y distribuye cuchillos y navajas en más de treinta países desde 1987, siendo una de las empresas líderes en el mundo en cuchillería deportiva.

## Feria, premios y concursos

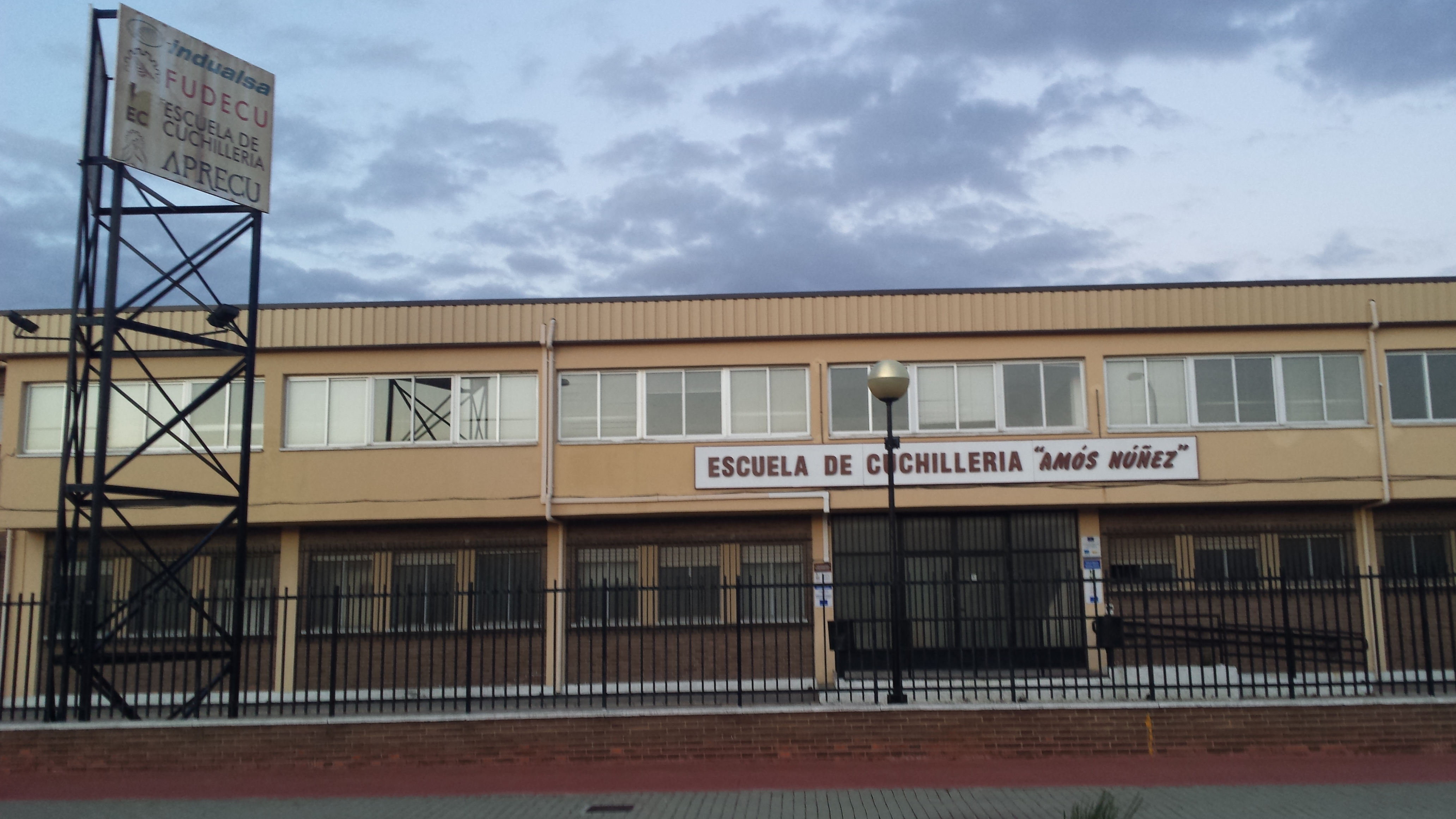
La Escuela de Cuchillería de Albacete es la primera dedicada íntegramente al estudio y conocimiento del sector en España. La escuela lleva el nombre de «Amós Núñez» en honor a uno de los cuchilleros más importantes.

La capital albacetense celebra anualmente una feria dedicada única y exclusivamente a la cuchillería: Ibercut, también referida como Feria Internacional de Cuchillería de Albacete, creada en 2009, que tiene lugar en el Centro Cultural La Asunción, a la que acuden artesanos de todo el mundo. En ella se exhiben y venden productos artesanales únicos, se imparten conferencias a cargo de los mayores expertos en la materia y se realizan talleres en vivo para conocer los secretos que envuelven al arte de la cuchillería.
Otros eventos destacados son los Premios de la Cuchillería de Castilla-La Mancha, de ámbito internacional, el Concurso de Fotografía de la Cuchillería o el Certamen Literario de la Navaja, creado en 1979.

## AB-Cuchillería de Albacete
El Ayuntamiento de Albacete es titular de la marca de garantía «AB-Cuchillería de Albacete» aprobada en 2006 por la Oficina Española de Patentes y Marcas del Ministerio de Industria, Comercio y Turismo, para poder garantizar al consumidor el origen de cuchillería, tenedores, cucharas, armas blancas, … que se fabriquen en la provincia de Albacete. Según la Asociación de Cuchillería y Afines, promotora de la marca, su objetivo es hacer frente a las importaciones sin indicación de origen.

## Cultura popular

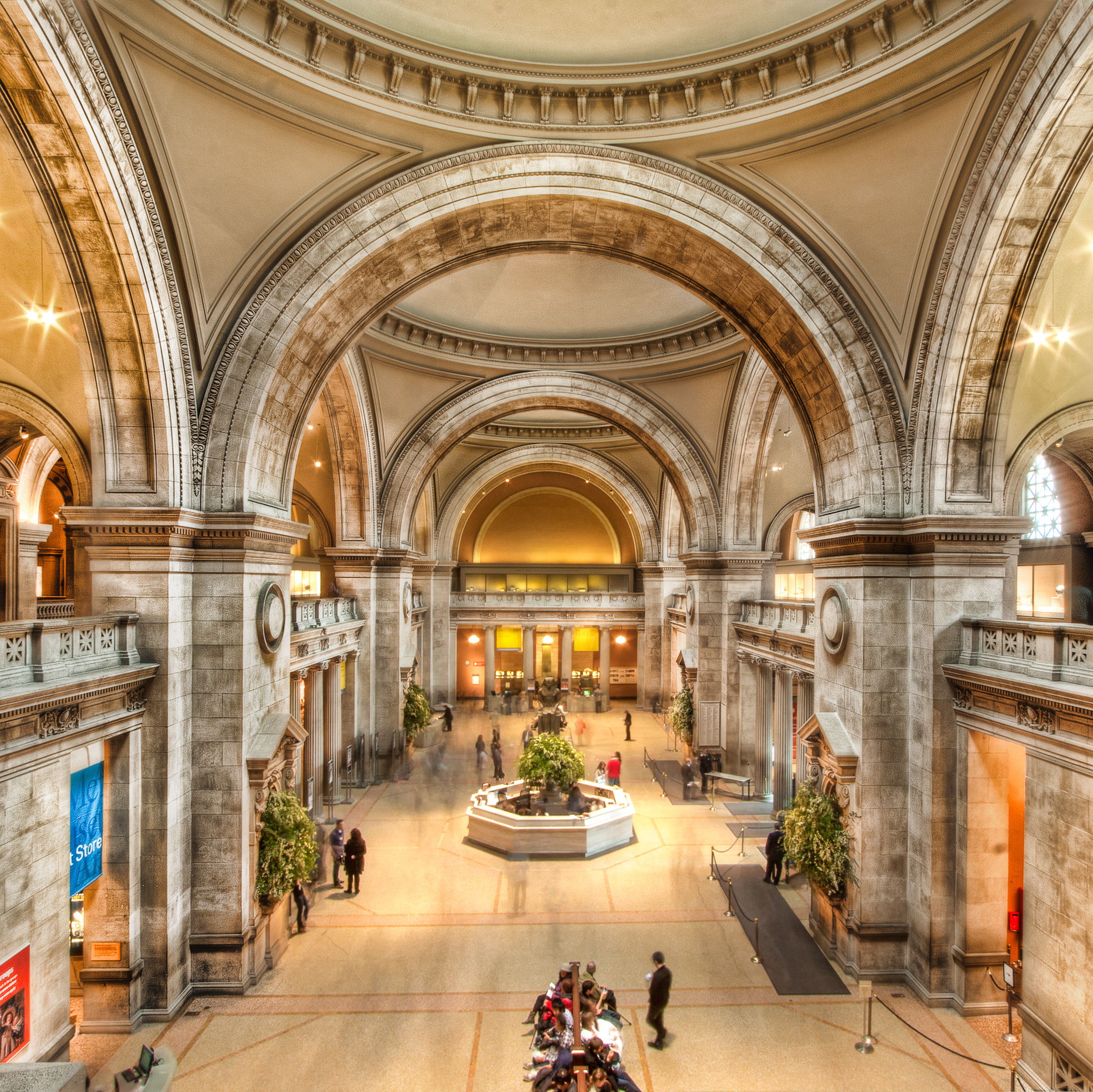
El Museo de Arte Metropolitano de Nueva York, uno de los museos de arte más importantes del mundo, expone dos tijeras de escribanía artesanales albaceteñas de 1733 y 1788 como muestra de la cuchillería de Albacete.

De la unión entre la cuchillería y la cultura popular de la capital manchega reza la tradición histórica: 

La navaja de Albacete no se regala, se vende al amigo a un precio simbólico, para que no se corte la amistad.

La cuchillería de Albacete, que goza de prestigio cultural internacional, es utilizada por los más reputados chefs. El español Karlos Arguiñano emplea en sus programas de cocina cuchillos de Albacete, como también son utilizados en el concurso de cocina Masterchef o en la institución académica Basque Culinary Center.

## Reconocimientos y distinciones

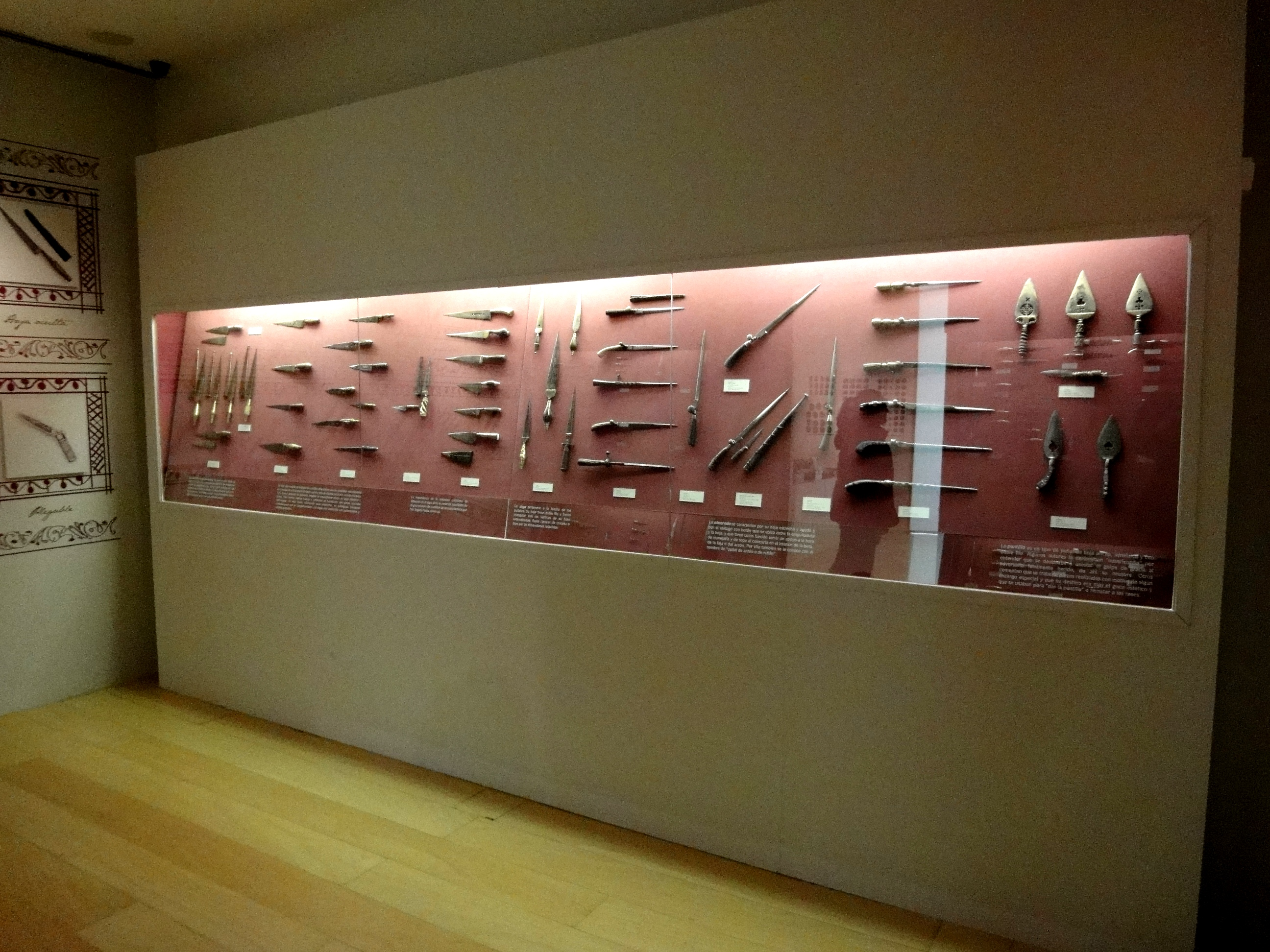
Vitrinas del Museo de la Cuchillería de Albacete

La cuchillería de Albacete está declarada Bien de Interés Cultural en la categoría de bien inmaterial al ser «una manifestación cultural viva, singular y representativa de una comunidad».
En 2022 la Comisión Europea aprobó la creación de una Indicación Geográfica Protegida (IGP) para la cuchillería de Albacete. 
La Asociación Provincial de Empresarios de Cuchillería de Albacete fue condecorada con la Placa de Reconocimiento al Mérito Regional concedida por la Consejería de Industria y Trabajo del Gobierno regional «por su contribución al desarrollo industrial de la región y el mantenimiento de las tradiciones».

## Capital Mundial de la Cuchillería de 2022

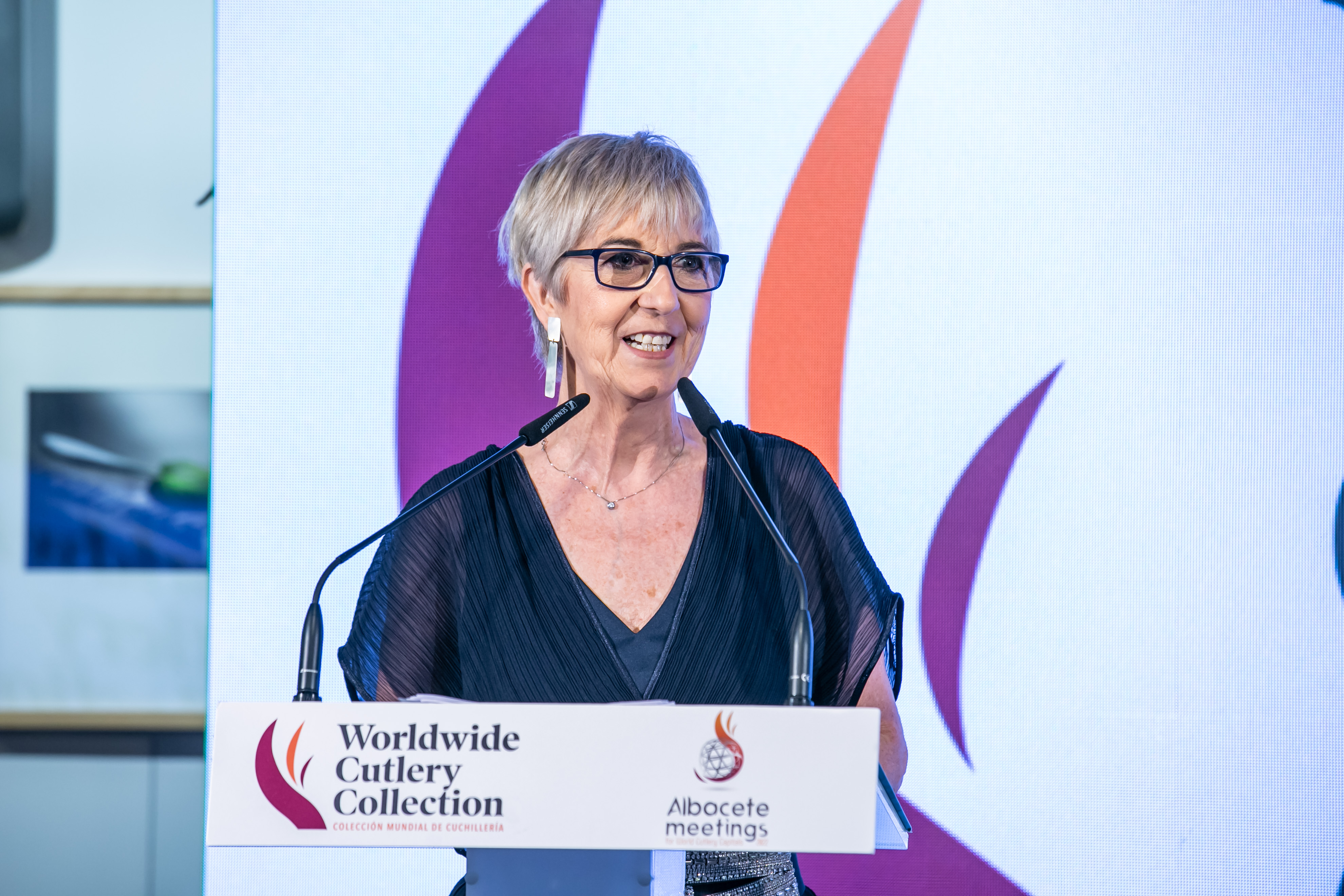
Inauguración de la Colección Mundial de Cuchillería en Albacete 2022

Albacete fue la Capital Mundial de la Cuchillería de 2022, año en el que acogió el III Encuentro Mundial de Capitales de la  Cuchillería en el que participaron las ciudades cuchilleras del mundo, recogiendo el testigo de la ciudad francesa de Thiers en 2018. El evento se pospuso dos años por la pandemia de COVID-19. En esta edición se celebró la asamblea constituyente de la Asociación Mundial de Capitales de Cuchillería, tuvo lugar la primera reunión de los museos de la cuchillería del mundo y la capital acoge la Colección Mundial de Cuchillería hasta 2024, cuando se trasladará a la ciudad argentina de Tandil.
| Año  | Ciudad   | País      |
| ---- | -------- | --------- |
| 2018 | Thiers   | Francia   |
| 2022 | Albacete | España    |
| 2024 | Tandil   | Argentina |